# 1934 Jeffers
1934 Jeffers (1972 XB) là một tiểu hành tinh vành đai chính được phát hiện ngày 2 tháng 12 năm 1972 bởi A. R. Klemola ở Mount Hamilton.